# بحريننا
بحريننا هو نشيد البحرين الوطني. عام 1971. وهو من تأليف وألحان . كانت البحرين من أوائل الدول في الخليج العربي التي اعتمدت موسيقى السلام الوطني فقد تم تأليفها في عام 1942 لتعزف في الاستقبالات والمناسبات الرسمية وقد أجرى قادة الفرقة الموسيقية للشرطة عدة تعديلات وإضافات على مساراتها اللحنية ومن أهمها تلك التي تمت في عام 1972 بعزفها مرتين لإطالة أمدها الزمني وفي عام 1985 كتب العقيد محمد صدقي عياش القائد السابق للفرقة الموسيقية للشرطة كلمات مصاحبة لموسيقى السلام الوطني الذي استمر العمل بها حتى عام 2002.
في عام 2002 ومع انبثاق ميثاق العمل الوطني بعد الاستفتاء عليه وصدور الدستور المعدل لمملكة البحرين جاءت تسمية النشيد الوطني بالسلام الملكي وقد كتب كلماته خالد بن أحمد بن سلمان آل خليفة وزير الديوان الملكي وتولى اللواء الدكتور مبارك نجم النجم قائد الفرقة الموسيقية إدخال التعديلات المناسبة في المسارات اللحنية وفي القفلة الختامية لموسيقاه إضافة إلى التوزيع الموسيقي الخاص بالفرقة الموسيقية العسكرية وقام بتسجيله الفنان والملحن البحريني أحمد الجميري بتوزيع معدل جديد مع أوركسترا الفلهارمونيك في العاصمة البريطانية لندن.

## استمع للنشيد
- استمع للسلام الملكي في البحرين